# Операция «Джанкшен-Сити»

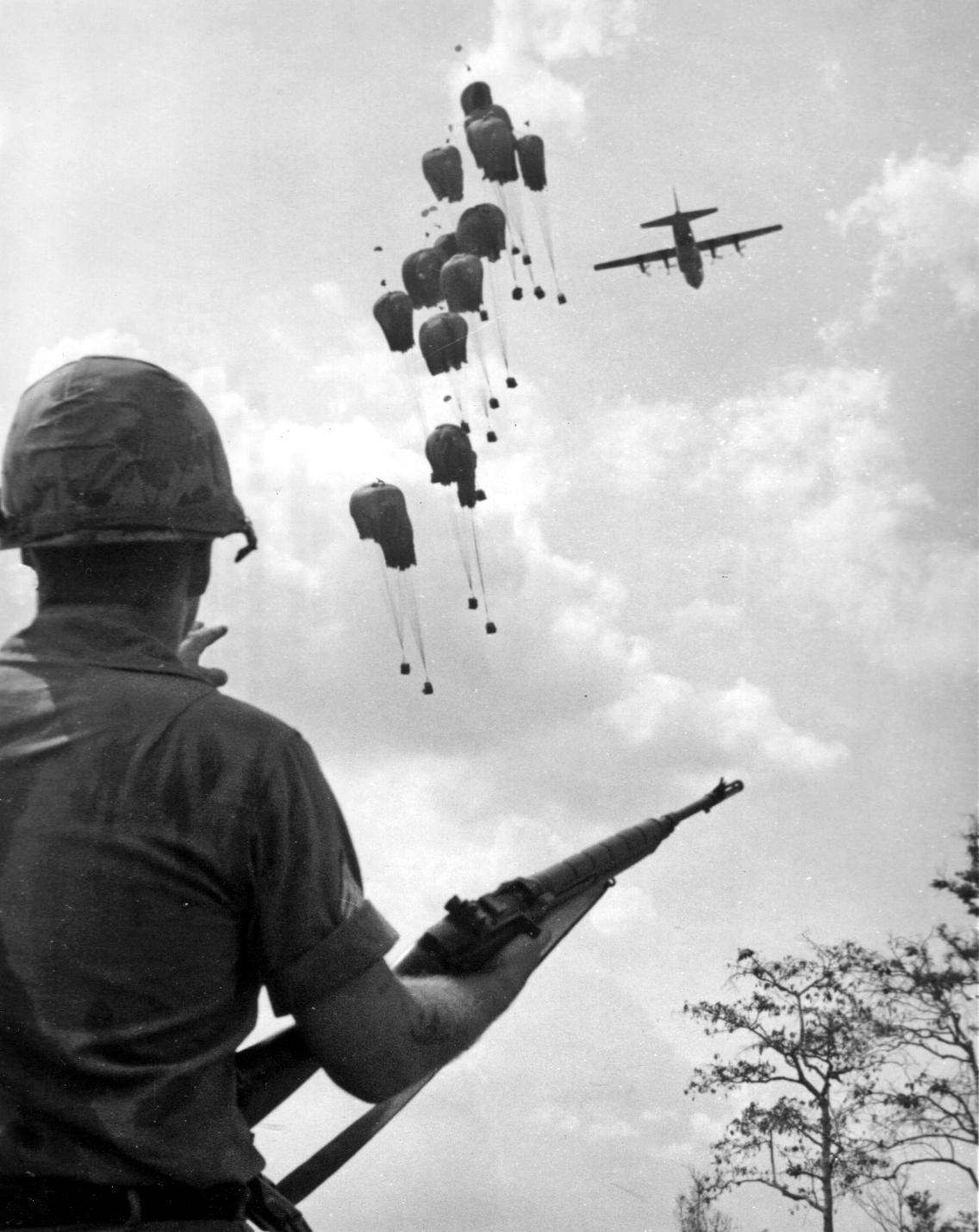
Сброс грузов с самолёта Lockheed C-130 Hercules в ходе операции «Джанкшн-Сити»

«Джанкшн-Си́ти» (англ. Junction City) — военная операция, проведённая силами США и Южного Вьетнама в феврале — мае 1967 года в ходе войны во Вьетнаме.
«Джанкшн-Сити» была одной из трёх значительных операций, проведённых армией США в тактической зоне III корпуса Южного Вьетнама в сухом сезоне 1966—1967 годов. Каждая из этих операций на момент своего проведения была самой крупной с момента вступления США в войну.
Операция проводилась в «военной зоне C», северном районе провинции Тэйнинь (Южный Вьетнам) возле границы с Камбоджей. Этот район активно использовался партизанами НФОЮВ и солдатами северовьетнамской армии для проникновения в Южный Вьетнам с территории Камбоджи. Американское командование полагало, что противник попытается оказать серьёзное сопротивление действиям сил США в его опорном районе. Это позволило бы американским подразделениям нанести НФОЮВ и северовьетнамской армии тяжёлые потери благодаря своему превосходству в огневой мощи. Другой задачей в ходе операции было обнаружение и уничтожение центрального штаба, управлявшего действиями партизан на всей территории Южного Вьетнама. Предполагалось, что штаб находится в этом районе.
«Джанкшн-Сити» проходила с 22 февраля по 14 мая 1967 года. В ней принимали участие более 25 тысяч американских солдат в составе двух полных дивизий (1-й и 25-й пехотных) и пяти других бригад и полков, а также подразделения Южного Вьетнама. В первый день операции была произведена единственная за всю войну высадка крупного воздушного десанта США (два батальона 173-й воздушно-десантной бригады). Поначалу противник избегал боя, но в дальнейшем инициировал пять крупных сражений, каждое из которых было выиграно американцами:
- Первое сражение при Прек-Клок
- Второе сражение при Прек-Клок
- Второе сражение при Ап-Бау-Банг[2]
- Сражение при Суои-Че (база огневой поддержки «Gold»)
- Сражение при Ап-Гу

Операция «Джанкшн-Сити» считается достаточно успешной, несмотря на то что центральный штаб противника обнаружить не удалось. За два месяца боевых действий силы США потеряли почти 300 человек убитыми и около 1000 ранеными. Потери противника оценивались в 2700 человек убитыми. По некоторым сведениям[каким?], власти Северного Вьетнама заявляли о гибели в ходе операции более 14000 солдат США и Южного Вьетнама.